# Emile Biayenda
Emile Biayenda (14 juni 1971 – 23 maart 1977) was een Rooms-katholieke geestelijke, aartsbisschop van Brazzaville en kardinaal.
Emile Biayenda was van 1971 tot zijn dood in 1977 aartsbisschop van Brazzaville (Congo). Hij werd vermoord op 23 maart 1977 en ligt begraven in de kathedraal Sacré-Coeur van Brazzaville. Er is een procedure tot zijn zaligverklaring opgestart.